# Bofa

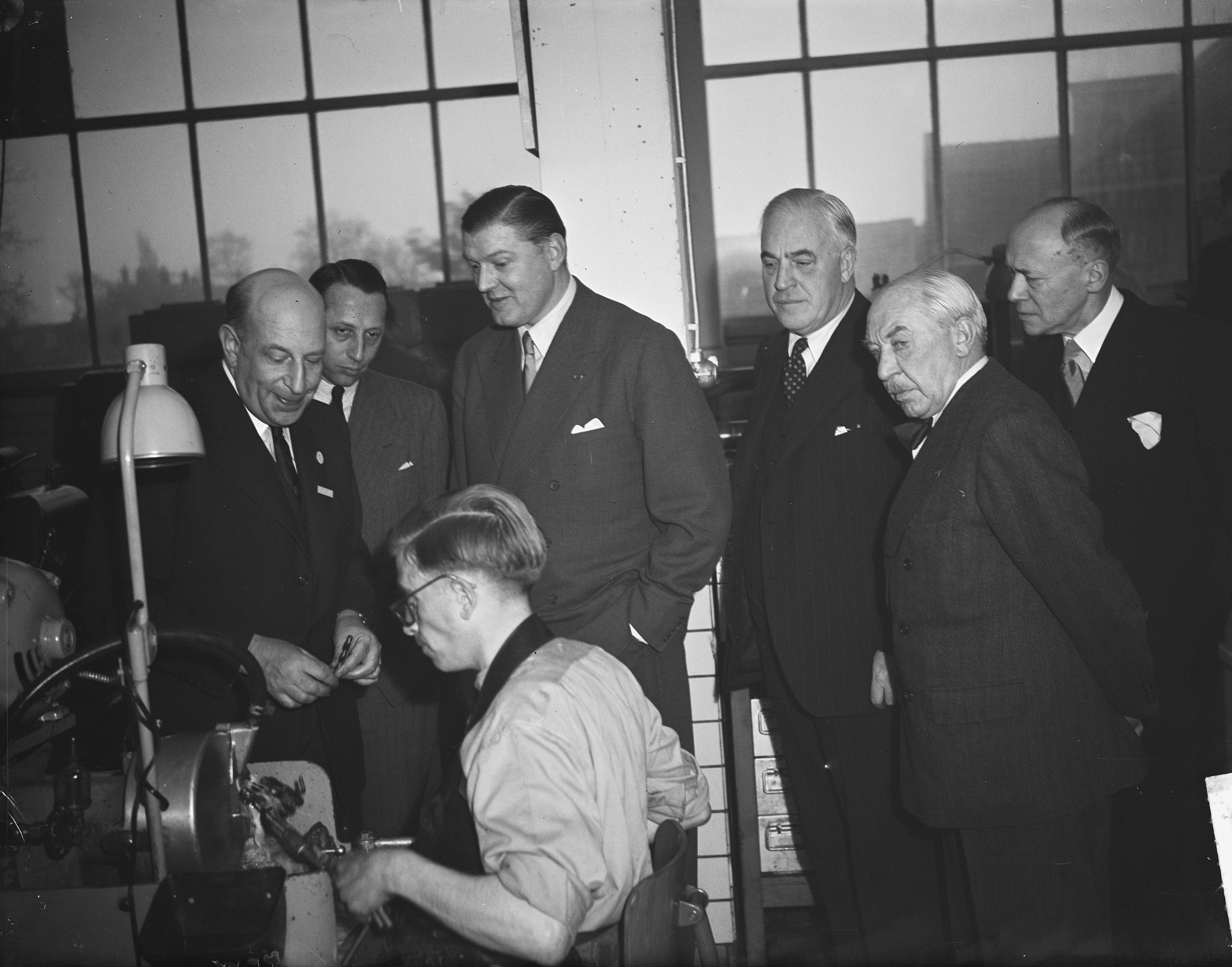
bezoek van minister Van den Brink, 3 februari 1950

De Bofa was een Nederlandse borenfabriek die van 1949 tot 1975 in Amersfoort gevestigd was.

## Oprichting
In het kader van de naoorlogse industrialisatie en de zoektocht naar deviezenbeperking kreeg ook de gereedschapsindustrie aandacht. Voor boren was de Nederlandse industrie voor 1940 vrijwel geheel afhankelijk van Duitse en Zwitserse leveranciers, na de bevrijding nam de Verenigde Staten deze rol over. Mede in het kader van het Marshallplan werd vanuit de Verenigde Staten kennis ter beschikking gesteld, het kapitaal kwam - in het kader van de Benelux - zowel uit België als Nederland. Grote gangmaker was de eigenaar van een olieslagerij ter plaatse, Jan van Vollenhoven, die voor zijn bedrijf waarvan de afzetmarkten na de oorlog danig geslonken waren, nieuw emplooi zocht. Hij kreeg contact met Republic Drill and Tool Company te Chicago waar een aantal van zijn arbeiders training kregen en waar de eerste outillage vandaan kwam. In 1949 werd de NV borenfabriek Bofa opgericht, met een kapitaal van 2,4 miljoen gulden, op 1 juli van dat jaar startte de productie met 60 man personeel.

## Groei en neergang
De dagproductie bedroeg aanvankelijk 10.000 stuks, al gauw opgevoerd tot 15.000. Het gebruikte sneldraaistaal kwam uit Canada. De Bofa beschikte over een uitgebreide eigen harderij. In 1955 kwam een samenwerking met de Greenfield Tap and Die Company te Greenfield (Massachusetts)  tot stand die vervolgens een meerderheidsbelang verwierf in de vennootschap. Voor de productie van draadsnijgereedschap kwam in 1957 een nieuw bedrijfspand tot stand. De nieuwe naam onder Greenfield vond echter weinig ingang, als Bofa ging het bedrijf verder, ook nadat de Britse Clarkson Group de onderneming overnam. Blijkbaar maakte het bedrijf de hoogte van de overnamesom niet voldoende waar. In 1975 sloot Clarkson de vestiging, de productie werd  verplaats naar het moederbedrijf. 106  man, grotendeels gespecialiseerd personeel, verloor daarbij het werk.